# Хотинська війна
Хоти́нська війна́ 1620—1621 рокі́в — війна султанської Османської імперії проти Речі Посполитої, яка відзначилася 4-тижневою битвою об'єднаних сил шляхетського та козацького військ Речі Посполитої проти османсько-кримського-волоського війська під Хотином (звідси її назва) і завершилася Хоти́нським мирним договором.

## Передумови війни
Війну почала Османська імперія. Після перемоги над шляхетським військом Речі Посполитої у Цецорській битві 1620 року вона почала готуватися до завоювання Речі Посполитої. Навесні 1621 року султан Осман ІІ зібрав велике військо і рушив до Молдови. Його бойові сили становили близько 100000 осіб. До османського війська приєдналося 60-тисячне кримське військо. Ослаблена поразкою під Цецорою Річ Посполита перебувала у політичній ізоляції через ворожі відносини з Московською державою, Швецією та іншими країнами. Вона могла зібрати лише 30-тисячне військо. Потрапивши в скрутне становище, шляхетський уряд Речі Посполитої звернувся до українських козаків із закликом взяти участь у війні проти Османської імперії, обіцяючи їм розширити права та привілеї. Сейм Речі Посполитої ухвалив козацький реєстр у 20000 осіб з платнею 100000 злотих на рік.

## Причини війни
Основними причинами Хотинської війни стали агресивна зовнішня політика Османської імперії щодо слов'янського світу, безперервні руйнівні походи Кримського ханства на українські землі, посилення впливу Речі Посполитої на Молдовське князівство, яке вважалось васалом Блискучої Порти. Безпосереднім приводом до війни став напад у 1619 р. з території Речі Посполитої напівбандитських загонів так званих лісовчиків на Семигородчину, князь якої Габор Бетлен був османським васалом. Скориставшись цим, султан Осман II планував спочатку покарати про-польськи налаштованого молдавського князя Граціана і знову підпорядкувати Молдавію своєму впливу.

## Цецорська битва
Влітку 1620 р. Іскандер-паша на чолі 60-тисячного війська почав наступ на Молдавію. Уряд Речі Посполитої ухвалив рішення подати Граціану військову допомогу залучивши до походу значну кількість українських козаків. Але польний гетьман Станіслав Жолкевський не надто бажав бачити їх під своїм командуванням і все повторював — «не хочу я з Грицями воювати нехай ідуть до ріллі альбо свині пасти». Але й козаки не прагнули з ним воювати. Незважаючи на успіхи в Московщині, у козацькій пам'яті він залишався головним винуватцем розгрому повстання Наливайка i катом українського народу. Тому до походу вдалось вислати не більше 1000 реєстровців, у тому числі й сотню Михайла Хмельницького, де перебував його син Богдан. Все військо Жолкевського налічувало приблизно 9000 жовнірів.
24 серпня (3 вересня на н.с.) 1620 року військо Жолкевського переправилося на правий берег Дністра i захопило молдавські фортеці. Тут до нього приєднався господар Молдавії Граціан з 600-ма своїми однодумцями. Військо союзників зробило стрімкий марш i 2 вересня зайняло позиції поблизу с. Цецори, розташованого на березі Прута за 18 верст від Ясс. 8-11 вересня відбулись вирішальні бої під Цецорою, в ході яких королівське військо зазнало поразки. Багато жовнірів і козаків загинуло (серед них Михайло Хмельницький), чимало потрапило в полон, у тому числі й Богдан Хмельницький. Відступаючих до Кам'янця-Подільського поляків османи і кримці остаточно розгромили 26 вересня біля села Савки. Станіслав Жолкевський загинув, польний гетьман Станіслав Конецпольський, магнати Миколай Потоцький-«ведмежа лапа», Ян Тишкевич та інші були взяті у полон. Головну причину поразки урядовці Речі Посполитої вбачали у тому, що Жолкевський не залучив до війни необхідну кількість козаків.
Річ Посполита втратила військо і опинилась безборонною перед грізним противником. Кримські війська розтеклися по Поділлю i Галичині, дійшли до Львова i Перемишля, грабували населення, руйнували міста і села. На захист України виступила Запорозька Січ. Частина запорожців рушила на Поділля, дійшла до кордонів Молдавії, завдала низку поразок невеликим кримським загонам і захопила Білгород. А 15 тис. козаків вирушили у похід на Кримське узбережжя й зруйнували 15 кримських містечок, у тому числі Баксей, Бодзек, Зухарей, Земза. Своїми діями запорожці витискали кримців з українських земель і попереджали можливий наступ.

## Перегрупування

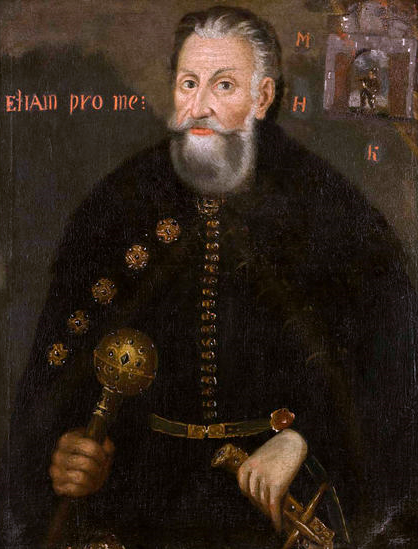
Станіслав Жолкевський (портрет)

На початку вересня 1620 року у Варшаві зібрався сейм, який ухвалив план захисту Речі Посполитої від наступу противника. Було вирішено збільшити коронне військо Речі Посполитої, довести козацький реєстр до 20 000, виділити для нього 100 000 злотих, зібравши їх зі шляхти. Підготовка до війни велася мляво, шляхта не поспішала платити податок на воєнні потреби. I погляди урядовців Речі Посполитої знову звернулись до українського козацтва. До запорожців на початку зими 1621 року було відправлено Бартоша Обалковського з відповідними пропозиціями, на які козаки спочатку не дали певної відповіді. Але самі почали готуватися до воєнних дій. Заготовляли дерево для чайок, харчі, боєприпаси, потім вийшли з Січі на волость i в панських та королівських маєтках стали брати коней, порох, олово. Велись переговори щодо необхідності об'єднання перед ворожою загрозою прихильників гетьмана Яцька Бородавки i полковника Сагайдачного. В таких турботах минули для козаків зима і рання весна 1621 року.
Тим часом османський султан Осман II відмобілізував війська, наказав головному адміралові прикрити Стамбул ескадрою з 40 галер від можливого нападу Чорноморського флоту козаків і у квітні вирушив у похід на Річ Посполиту. Шлях був довгим і тяжким. Військові вантажі перевозились в основному морем.
Невдовзі Запорозька Січ почала активні воєнні дії на морі. На початку червня запорозька флотилія показалась напроти гирла Дністра. Османська ескадра Халіли-паші потопила 5, захопила 18 козацьких чайок і полонила близько 300 козаків. Для захисту гирла Дунаю султан відправив головного адмірала з ескадрою. Але козаки минули османський флот, спалили містечко Ахіоль, а потім на 16 чайках пішли до Стамбула. Маючи лише три галери, начальник охорони палацу не наважився на морський бій з козаками і лише з жахом дивився, як ті руйнували найближчі селища. Козаки дошкуляли османам і в інших місяцях, тримаючи їх у постійній напрузі, змушуючи постійно звертатись до султана по допомогу.
Тим часом Сагайдачний i Бородавка збирали добровольців для участі у воєнних діях. У червні в урочищі Суха Діброва, що між Білою Церквою i Ржишевом, відбулась козацька рада, яка розглядала питання про участь запорожців у війні. На неї прибуло понад 40 тис. осіб. У тяжку годину козацькі лідери припинили суперечки і заради майбутнього вирішили подати Речі Посполитій максимальну допомогу. Рада ухвалила рішення направити козацьке військо на чолі з гетьманом Бородавкою у Молдовське князівство, а Сагайдачного — у Варшаву на переговори з королем Речі Посполитої. У 20-х числах липня Сагайдачний кілька разів зустрічався з королем і вів з ним переговори стосовно задоволення вимог козаків. Реакція Владислава на них була позитивною.
Поки османська армія повільно рухалась західним узбережжям Чорного моря, запорожці всіляко їй шкодили. У липні одна частина козаків морем вирушила на Трапезунд, а друга — в район Дунаю, де будувався міст для переправи османської армії. Проти них Халіла-паша 11 липня відрядив 150 кораблів різного типу. В морському бою запорожці вийшли переможцями, потім висадились на берег над Прутом і зав'язали бої з ордою Кантеміра мурзи. Дії запорожців у Османській імперії та на Подунайщині вносили тривогу в серця османів, гальмували просування османської армії.
Досить активно діяло козацьке військо Бородавки. У липні — першій половині серпня невеликі козацькі загони розійшлися по території Молдавії й розгорнули активні воєнні дії. Вони спалили села в околицях Сорок та інших багатьох міст і навіть розбили особисту охорону господаря. Той мусив тікати за Дунай під захист османських військ, а козаки взяли під свій контроль мало не всю країну. Основне козацьке військо трималось купи, готове відбити напади кримців чи османів.
У середині серпня вся османська армія переправилась через Дунай і рушила вглиб Молдавії. Козацькі загони нав'язували несподівані бої авангардним частинам османів і таким чином затримували просування всієї армії. Один з них чисельністю 300 осіб при відступі від Сучави наштовхнувся на кримські війська і мусив оборонятись табором. Османський султан кинув проти нього чи не всі війська. Приблизно 100 козаків пробились до р. Прут і засіли там у великій печері й кілька днів відбивали всі штурми ворога. Тільки димом османи викурили козаків зі схованки і всіх перебили.
200 козаків переправились через Прут, i, відбиваючись від кримської кінноти, заклали оборонний табір і цілий день боронились від противника. Під прикриттям ночі козаки вислизнули з табору, розділились на дві частини і відступили лісом. Але на ранок їх наздогнали ворожі підрозділи й змусили знову стати табором. Тільки під вечір османам вдалось прорвати оборону захисників, увірватись до табору й захопити 30 зранених і до смерті замучених козаків.
Усього ж до рук османів потрапило до 200 полонених з числа передових козацьких загонів і майже всіх їх було страчено. Османський султан будь-що намагався не допустити з'єднання козацького й польського військ і розгромити їх поодинці.

## Хотинська битва

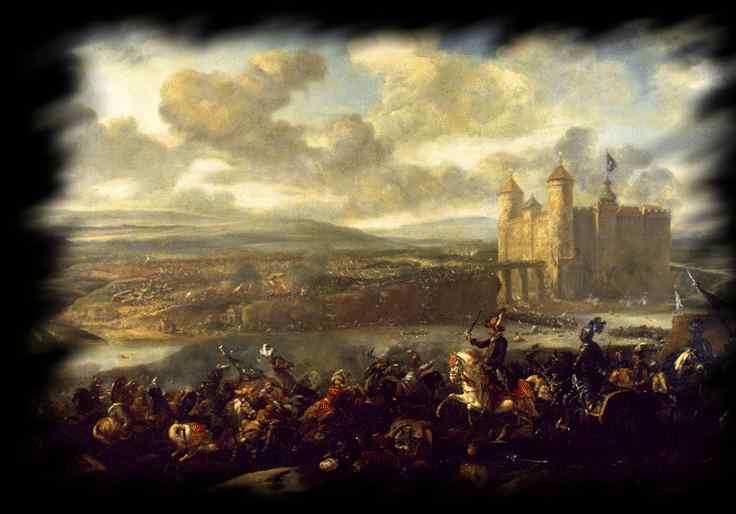
Хотинська битва (1621)

Військо Речі Посполитої під командуванням коронного гетьмана Карла Ходкевича підійшло до лівого берега Дністра і зупинилось. Ходкевич запропонував козакам негайно приєднатись до нього і діяти спільно. Однак Бородавка побоювався можливого сепаратного миру поляків з османами і відповів, що дасть згоду, коли військо Речі Посполитої вступить на територію Молдавії. Це означало початок Річчю Посполитою воєнних дій безпосередньо проти Османської імперії. Після цього урядові Речі Посполитої вже не було куди відступати. До 20 серпня (н.с.) Ходкевич переправився на правий берег Дністра і заклав табір під Хотином.

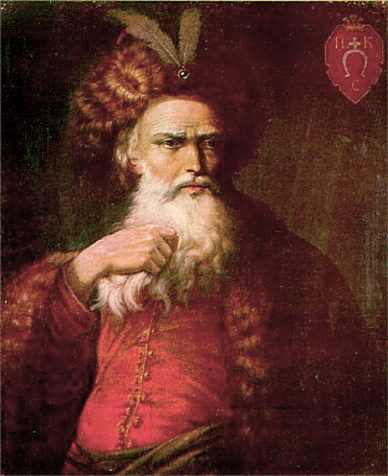
Петро Конашевич Сагайдачний

На другий день до табору Речі Посполитої прибув з Варшави Сагайдачний. Його радо зустріли і командування, i прості вояки, як видатного воєначальника, прихильного до Речі Посполитої на відміну від непевного Бородавки. На чолі невеликого козацько-польського загону Сагайдачний негайно вирушив на пошуки козацького війська, щоб прискорити його рух. Вночі він наскочив на османський табір, під час сутички був поранений у руку кримською стрілою і ледве врятувався. Проблукавши цілу ніч по лісу, він на ранок вийшов до Дністра, переправився на лівий берег і добрався до козацького війська, що стояло під Могилевом.
На козацькій раді Сагайдачний розповів про обіцянки короля Речі Посполитої задовольнити козацькі прохання і тим самим привернув на свій бік частину присутніх. Тут же рада звинуватила Бородавку в невмілому командуванні, невиправданих втратах людей, нездатності забезпечити військо всім необхідним і скинула з гетьманства. Бородавку присудили до смертної кари і пізніше стратили. Гетьманом знову було обрано Сагайдачного і він протягом тижня, відбиваючись від кримців, вів козаків до табору Речі Посполитої. Першого вересня (н.с.) союзники об'єднались. Наступного дня під Хотин підійшов і османський султан зі своєю армією.

## Вирішальний чинник Українського війська

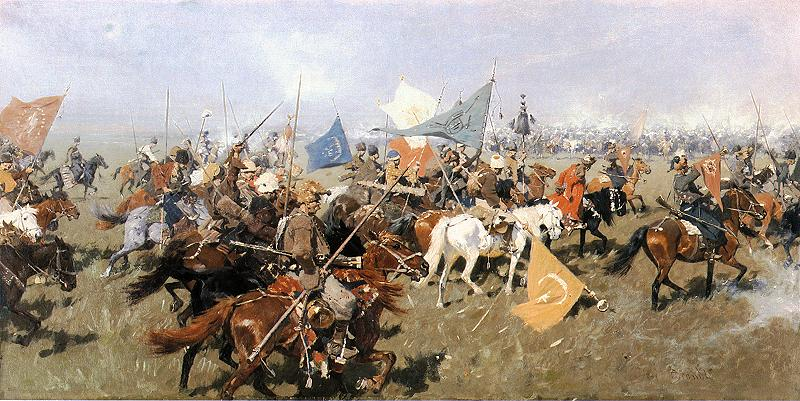
Ю. Брандт. Повернення козаків з походу

Усвідомлюючи загрозу поневолення руського (українського) народу османами, скликана 15-17 червня 1621 р. в урочищі Сухій Діброві (на Черкащині) загальна козацька рада ухвалила рішення виступити разом з шляхетським військом Речі Посполитої проти османсько-кримської агресії. В той же час козацька рада послала у Варшаву посольство у складі П. Сагайдачного та інших козацьких старшин, щоб підписати угоди про розширення козацьких прав, відновлення вищої православної ієрархії в Русі-Україні тощо. Влітку 1621 р. 42 000 козаків на чолі з запорізьким отаманом Я. Бородавкою рушило в Молдову. Одночасно запорожці почали напади на османські і кримські чорноморські прибережні міста. Перейшовши Дністер, козацькі загони протягом серпня 1621 р. вели активну боротьбу, стримуючи просування османського війська до Хотина, поблизу якого був укріплений табір шляхетського війська Речі Посполитої. Після скинення з гетьманства Я. Бородавки і обрання гетьманом П. Сагайдачного козацьке військо (в складі його було 700 донських козаків), відбиваючи безперервні атаки османського авангарду, 1 вересня 1621 р. з'єдналося під Хотином зі шляхетським військом Речі Посполитої. З 2 вересня 1621 року ворог почав штурмувати укріплені табори козацького і шляхетського військ Речі Посполитої. В останньому, генеральному штурмі 28 вересня, коли османським силам вдалося заволодіти шляхетськими укріпленнями Речі Посполитої, козацьке військо ударами з флангів розгромило ворога. Побоюючись остаточного знищення власних військ, султан змушений був припинити воєнні дії і укласти Хотинський мир 1621 р. Головна заслуга в перемозі над османсько-кримськими військами належала українським козакам. Вони своїм безприкладним героїзмом і мужністю врятували шляхетське військо Речі Посполитої від розгрому й ліквідували небезпеку османсько-кримського поневолення руського (українського) і польського народів.

## Міжнародне значення наслідків Хотинської війни
Перемога в Хотинській війні мала велике міжнародне значення. Вона примусила Османську імперію відмовитися від планів завоювання Європи. Розгром під Хотином призвів у султанській Османській імперії до народного повстання, заколоту яничарів, ослаблення політичної влади (1622 р. Османа ІІ було вбито яничарами) та до посилення визвольної боротьби слов'янських та арабських народів проти османських поневолювачів. Як зазначає історик Петро Сас
|  | …На полях Хотинської війни вирішувалась не лише доля Речі Посполитої, але й значною мірою і доля християнської цивілізації |